# Percorsi di musica sghemba
Percorsi di musica sghemba è il terzo cd degli Yo Yo Mundi, pubblicato nel 1996.

## Tracce
1. Qualcosa
2. Canzone di fuga e speranza
3. Percorsi tortuosi di una lacrima
4. Matto in tre mosse
5. In novembre
6. Lucciole sul confine
7. A Sud
8. Io & il mio asino
9. 0 (Zero)
10. Questo fiato è suonato con la bocca
11. Ogni tanto ci rapisce

## Formazione

### Gruppo
- Paolo Enrico Archetti Maestri - voce, chitarra
- Andrea Cavalieri - basso elettrico, basso acustico, contrabbasso, cori
- Fabio Martino - fisarmonica, cori, organo Hammond
- Eugenio Merico - batteria

Altri musicisti
- Guy Kyser - chitarra (7)
- Trey Gunn - Chapman Stick (5)
- Marc Simon - tromba (4-10), trombone (4-10), metallofono (2), organo Hammond (2-9)
- Giorgio Canali - chitarra (5-6)
  - Tra parentesi il numero della traccia in cui è presente il musicista.